# Записки Новороссийского общества естествоиспытателей
Запи́ски Новоросси́йского о́бщества естествоиспыта́телей — научный журнал, выпускавшийся с 1872 по 1918 год Новороссийским обществом естествоиспытателей, созданном при Императорском Новороссийском университете.
Издание выпускалось в виде отдельных томов, кроме того, каждый том состоял из отдельных выпусков. Периодичность между томами была неопределённой, номера журнала печатались в Одессе. Тематика журнала — естественно-научная. Редакцию томов подписывали: П. Н. Бучинский, секретарь Новороссийского общества естествоиспытателей; с 1902 года он же был президентом общества; с 1912 года — Г. И. Танфильев, президент общества. Научные статьи в журнале печатали на русском языке, но отдельные статьи — на немецком и французском языках. Всего было издано 42 тома.